# La caída (película de 2022)
La caída es una película de drama deportivo mexicana-argentina-estadounidense de 2022 dirigida por Lucía Puenzo y escrita por Puenzo, Mónica Herrera, Samara Ibrahim, Tatiana Merenuk y María Renée Prudencio.
La cinta fue nominada a mejor película en coproducción con Argentina  en la 71° edición de los Premios Cóndor de Plata.

## Sinopsis
Mariel es una joven clavadista que se prepara para competir en los Juegos Olímpicos y que se ve manipulada por su entrenador y compañero después de descubrir que éste ha abusado sexualmente de varias mujeres.

## Elenco
- Karla Souza como Mariel
- Hernán Mendoza como Braulio
- Dèja Ebergenyi como Nadia
- Fernanda Borches como Irene
- Claudia Lobo como Carmen
- Enrique Singer como Gerardo
- Mabel Cadena como Analía
- Christian Vázquez como Carlos
- María Renée Prudencio como Dr. Pezet
- Francisco Pinochet Aubele como Locutor Griego
- Ari Brickman como Cuarenton
- Asesora Clavados como Azul
- Kike Coria como Fernando
- Axel Santiago Cruz como Clavadista
- Viviana del Ángel como Alejandra
- Santiago Emiliano como Jaime
- Santiago Emilio como Jaime
- Serafín Esquivel como Traumatólogo
- Gizeht Galatea como Clavadista
- Bertha Alicia González como Fidela Limpieza CDOM
- Rogelio Gonzlez como Funcionario CDOM
- Alan Guzmán como Clavadista
- Ricardo Lobera como Cajero Farmacia
- Nuria Loya como Brenda
- Grisha Martínez como Tizoc
- Yolotl Martínez como Alfonso
- Emily Partida como Clavadista
- Mauricio Pimentel como Padre Nadia
- Ruth Ramos como Periodista Paty
- Amalia Rangel como Dependienta farmacia
- Julio César Rodríguez como Clavadista
- Cirilo Santiago como Poncho Vigilante
- Samantha Solorio como Clavadista
- Hannia García Villalvazo como Mariel
- Gabino Zarate como Padre

## Premios y nominaciones
| Premio                     | Fecha              | Categoría                                                   | Nominado                      | Resultado | Ganadora Ref. |
| -------------------------- | ------------------ | ----------------------------------------------------------- | ----------------------------- | --------- | ------------- |
| Premios Cóndor de Plata    | 22 de mayo de 2023 | Mejor película en coproducción con Argentina                | La caída                      | Nominado  | [ 1 ]         |
| Premios Pulsar             | 4 de junio de 2023 | Mejor Compositor o Compositora de Música para Audiovisuales | Fran Straube y Pablo Stipicic | Nominado  | [ 2 ]         |
| Premios Emmy Internacional | 22 de mayo de 2023 | Mejor película en coproducción con Argentina                | La caída                      | Nominado  | [ 1 ]         |